# Onde Está a Felicidade?
Onde está a felicidade? é um romance de Camilo Castelo Branco publicado em 1856. Alguns críticos que mais se têm dedicado aos estudos camilianos têm-na considerado como um ponto de viragem na produção romanesca do autor, por revelar uma tendência mais acentuada para retratar a sociedade e as superficialidades do seu tempo.

## Tema
O livro é um retrato fiel da sociedade da época, caracterizada pela importância do dinheiro e do estatuto como forma de promoção social. Trata-se de um romance onde impera a crítica à sociedade, representada pelas figuras de Guilherme do Amaral, que simboliza a riqueza, e de Augusta, que personifica a população de poucos recursos.

A ação da narrativa Onde está a felicidade? passa-se numa área mais restrita, o Porto, e num tempo que é coevo do autor, 1845. A novela reflete as diferenças entre a classe produtora que vive em precárias condições na Rua dos Arménios, e a classe consumidora, que gasta fora de casa, que viaja, que reside grandes temporadas em hotéis, frequenta bailes, cafés e teatros.

## Resumo da obra
A narrativa resume-se à busca da felicidade por parte de Guilherme do Amaral e Augusta. Apaixonam-se e tornam-se amantes, mas Guilherme abandona a jovem, seduzido pela beleza de uma prima sua. Apesar de grávida, Augusta é aceita por Francisco, que decide viver com a mulher que ama. O bebé morre com pouco tempo de vida e é ao enterrá-lo debaixo do soalho que Francisco descobre uma fortuna escondida por outra personagem. O casal casa-se e alcança a baronia de Amares. É ao regressar de uma viagem que Guilherme sabe da novidade, contada por uma personagem inominada, jornalista de profissão. O jornalista pergunta, em conclusão: Em suma, queres saber "onde está a felicidade?" / -Se quero!!…/ - Está debaixo de uma tábua, onde se encontram cento e cinquenta contos de réis.

## Personagens
- Guilherme do Amaral - personagem principal, jovem rapaz das classes abastadas
- Augusta  - personagem principal, chora a morte da mãe
- Francisco - tecelão, primo de Augusta
- Ana do Moiro - vizinha vendedora do peixe
- João Antunes da Mota - burguês rude e negociante
- D. Cecília Pedrosa - mulher da sociedade
- D. Margarida